# Miggy

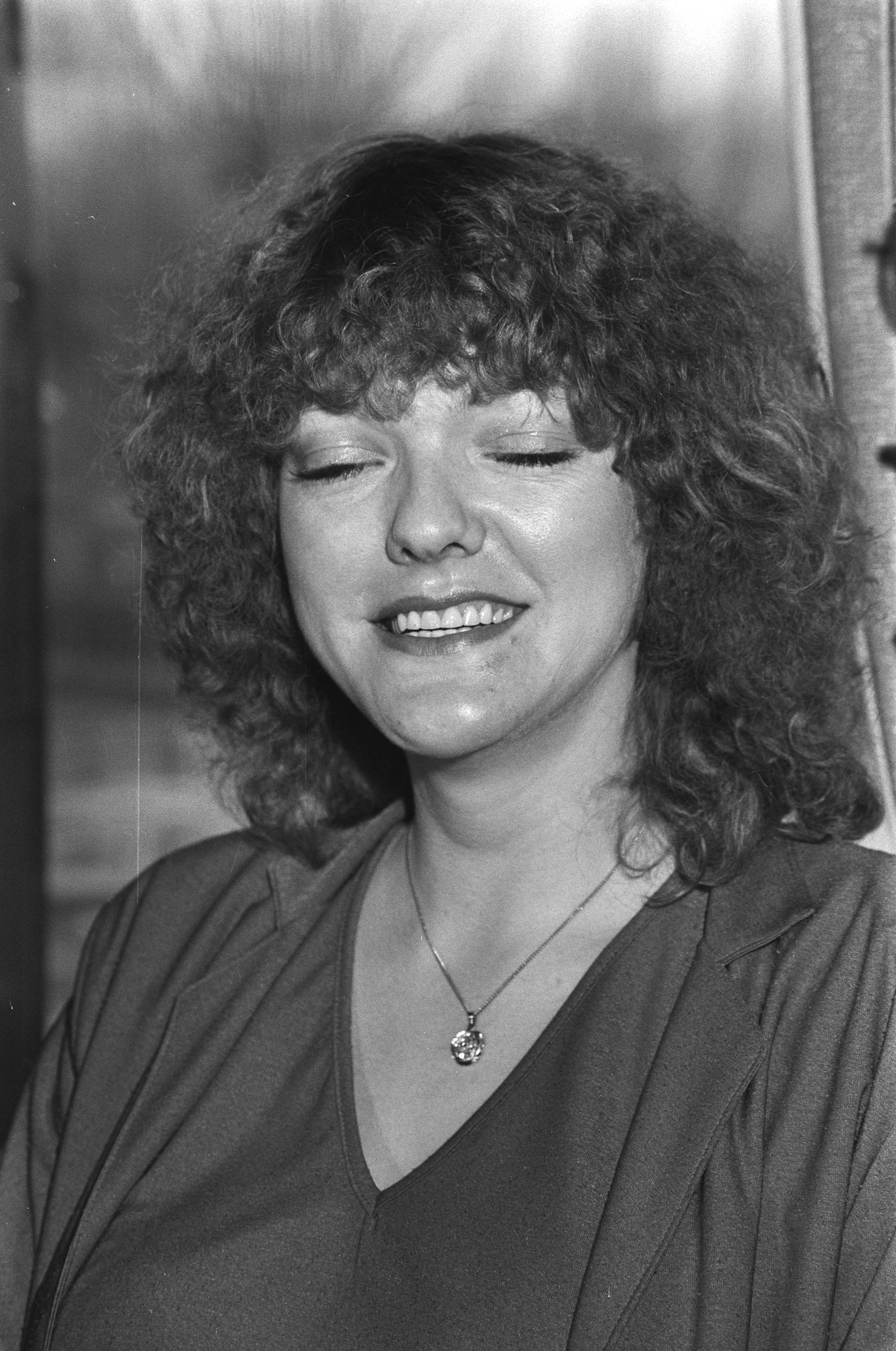
Miggy (1981)

Miggy (eigentlich: Marina van der Rijk, auch Marina de Koning; * 31. Oktober 1961; † 7. November 2012 in Geleen, Provinz Limburg) war eine niederländische Sängerin.
Ihren einzigen großen Hit hatte Miggy mit dem Lied Annie, das Ende 1981 in die niederländische Top 40 einstieg und bis auf Platz zwei kam. 1989 verfehlte ein Remake (Annie – Radio House Mix '89) die offiziellen Charts.